# Nagy Mária (énekesnő)
Nagy Mária (Gyergyóremete, 1957. szeptember 16. –) romániai magyar énekesnő.

## Élete és munkássága

### Kezdetek
Nagy Mária Hargita megyei Gyergyóremetén született 1957. szeptember 16-án. Édesapja Nagy Dénes (1925. április 1. – 1996. augusztus 24., Szászrégen), és édesanyja Puskás Julianna (sz. 1931. június 7.) Két lánytestvére van.
Nagy Mária szülőfalujában folytatta elemi (1964–1968), majd általános (1968–1972) iskolai tanulmányait is. 1968-ban édesapja egy harmonikát vásárolt neki, a következőket mondta erről az énekesnő: „Én gyakorlatilag autodidaktaként tanultam meg harmonikázni, ugyanis a gyergyóditrói híres Petres zenetanár túl szigorúnak bizonyult számomra, így csak magamra számíthattam” 1973-ban az édesapja Szászrégenben 6 húros, majd 1975-ben édesanyja – egy teljes havi fizetése árán – 12 húros gitárt vásárolt neki.

### Első fellépések
Az énekesnő 1969-ben lépett először színpadra a gyergyóremetei kultúrotthonban, ahol az iskolai karácsonyi műsor keretén belül népdalokat és Margareta Pâslaru néhány dalát adta elő, illetve fellépett a néptánccsoporttal is. 1972-ben felvételi vizsgával bejutott a gyergyóditrói Puskás Tivadar Líceumba, ahol viszont csak egy évharmadot végzett el, mivel a család Csíkszeredába költözött. A tanévet a csíkszeredai Márton Áron Líceum diákjaként fejezte be. 1973-ban sikeres felvételi vizsgája után az akkor létrejövő csíkszeredai Építészeti Szaklíceum diákja lett (jelenleg Joannes Kájoni Szakközépiskola), ahol 5 évig tanult, majd 1978-ban leérettségizett.
1976-ban az akkor alakulófélben levő csíkszeredai Folk Group 5 zenekar vezetője, Verzár Ferenc Nagy Máriától kölcsönkérte a gitárját, mivel az együttes részt szeretett volna venni a Csíkszeredában szervezett Fiatal Zene Fesztiválján (Festivalul Muzicii Tinere). Később azonban Mária is részt vett a zenekar próbáin, a zenefesztiválon pedig együtt léptek fel és elnyerték a Scânteia Tineretului újság díját. Mivel a csapat bekerült az első 12 helyezett közé, „automatikusan” szerepeltette őket tévé- és rádióadásokban Boros Zoltán, a TVR magyar adásának zenei szerkesztője és Borbély Zoltán, a Marosvásárhelyi Rádió magyar adásának zenei szerkesztője. 1977-ben a Folk Group 5 zenekarral ismét részt vett a Fiatal Zene Fesztiválján és ezúttal elnyerték az első díjat. 1976-tól 1978 tavaszáig a Folk Group 5 mellett a Vox T popzenekarban is énekelt. A Vox T-vel az Ifjúsági Klubban léptek fel (jelenleg Magyarország Csíkszeredai Főkonzulátusának épülete).

### Karrier kezdete
1978 márciusában Adrian Păunescu költő a Folk Group 5 zenekarral együtt beválogatta az ismert és a pályakezdő tehetségeket egyaránt bemutató, népszerűsítő Az antenna az önöké (Antena vă aparţine) című tévéműsorba. Ugyanebben az évben Nagy Mária a Păunescu által vezetett Cenaclul Flacăra (Fáklya Kör) egyik bukaresti stadionban szervezett rendezvényén debütált ismét, ezúttal 30.000 ember előtt, majd fellépett a Cenaclul fővárosban és országszerte szervezett előadásain, ahol Adrian Păunescu, Magda Isanos és Octavian Goga szövegeire saját maga által szerzett folkzenét énekelt.
1978 őszén felvételt nyert bukaresti Művészeti Népiskolára (Şcoala Populară de Artă), mindeközben folytatta a Cenaclul rendezvényein való fellépéseket, de a TVR magyar adásában is többször szerepelt 1976-tól kezdve. Tanulmányait 1981-ben befejezte be, de továbbra is a fővárosban maradt.
1981-ben stílusváltás is kezdődött karrierjében azzal, hogy Tudor Vornicu kezdeményezésére a TVR a Herăstrău parkban 3 videóklipet készített vele. A dalok (Vis de noapte, De când tu ai plecat, Numai dragoste) román nyelvű szövegeit a szövegíró, koncert- és turnészervező, illetve amatőr színész George Oprea írta számára Bonnie Tyler egy (It's a heartache) és Suzi Quatro két (She is in love with You és If You can’t give me love) dalának dallamára. 1982 elején kilépett a Cenaclulból, mert úgy érezte: „nem a folk zene az én igazi stílusom, hiszen az ereimben pop-rock csörgedezett” – emlékszik vissza ezekre az időkre.

### Első lemez, külföldi turnék
1982-ben az Electrecord lemezkiadónál jelent meg első kislemeze Boros Zoltán zenei szerkesztésével. A bakelit lemezen Nagy Mária hangja a nemzetközi repertoárból válogatott dalokra (Bonnie Tyler: It's a heartache és Suzi Quatro: She is in love with You) Józsa Erika által Egy kis játék és Nem kell semmi más címmel írt magyar szövegeket énekelve hallható. Már karrierje elején a „Románia Tina Turnere”, „Románia Suzi Quatrója”, illetve a „Románia Bonnie Tylere” „beceneveket” kapta, azóta is gyakran emlegeti így a sajtó. 1981-től 1983-ig együttműködött a bukaresti Constantin Tănase Színházzal, amellyel 1983-ban Kairóban turnézott, többek között olyan jeles művészek társaságában, mint Alexandru Arșinel, Cristina Stamate, Mihai Persa, stb., illetve a Cornel Patrichi Balettcsoport tagjai. Bevallása szerint a kairói turnét azzal a céllal vállalta be, hogy ott majd beszerez magának – saját megfogalmazása szerint – „valami normális cuccokat, rock szerkókat”, amikkel színpadra léphet, ugyanis Romániában nem lehetett az ízlésének megfelelőeket találni.).
1984-től 1997-ig Egyiptomban, Jemenben, Franciaországban és Marokkóban turnézott.

### Karrier folytatása
2000-ben elvált férjétől, majd 2002-ben ismét házasságot kötött egy német állampolgárral, aki jelenleg is a férje: Ludwig Wolfsteiner. A család „kétlaki életet” él: hol Magyarországon, hol Németországban tartózkodik. 2007-ben Boros N. Veronika szerkesztő és Sánta Ádám operatőr a TVR magyar adása számára Egy kis játék Nagy Marival címmel 40 perces kisfilmet készített róla. Ekkor adta a rendszerváltás utáni első interjúját, amelyet átvett a Duna TV. 2011-ben Viorel Vintilă, aki San Franciscóban él, interjút készített Nagy Máriával a diaszpórában élő románok számára román nyelven megjelenő Gândacul de Colorado (Kolorádóbogár) c. lapnak. Ezt átvette a romániai Formula AS is, melynek internetes változatán az énekesekkel, művészekkel készült interjúk sorában rekordnézettséget ért el. 2012-ben Doru Ionescu a TVR számára elkészítette a Nagy Mária életpályáját és karrierjét átfogó, és a ’89-es rendszerváltás után az énekesnő által adott első román nyelvű interjút, amely rekordot döntött mind az adás nézettsége, mind pedig a TVR honlapján való megtekintések terén. Áprilisi számában a Pro Minoritate folyóirat közölte Marius Cosmeanu Nagy Máriával készített interjújának magyar fordítását. Andrei Partos meghívta a Radio România Actualităţi Psihologul Muzical című műsorába, ahol „maratoni” 4 órán át mesélt magáról és énekelt, illetve több száz üzenetet kapott a hallgatóktól. Maria Gheorghiu folkénekesnő meghívta a TVh „În căutarea folkului pierdut” (Az elveszett folk nyomában) című műsorába, ahol egy órán át mesélt és énekelt.